# Priscila Fantin
Priscila Fantin (Salvador da Bahia, 1983. február 18. –) olasz származású brazil színész, filmszínész és televíziós színész. Belo Horizonte városában nőtt fel.

## Filmográfia

### Televízió
| Év   | Cím                      | Szerep                        | Megjegyzések                                   |
| ---- | ------------------------ | ----------------------------- | ---------------------------------------------- |
| 1999 | Malhação                 | Tatiana Almeida Chaves (Tati) |                                                |
| 2001 | As Filhas da Mãe         | Joana Rocha                   |                                                |
| 2002 | Esperança                | Maria                         |                                                |
| 2003 | Sítio do Picapau Amarelo | Bela                          | Cameo                                          |
| 2003 | Chocolate com Pimenta    | Olga Gonçalves Lima           |                                                |
| 2004 | Celebridade              | önmaga                        | Cameo                                          |
| 2004 | Oi Mundo Afora           | önmaga                        | Pbemondó                                       |
| 2005 | Mad Maria                | Luiza                         |                                                |
| 2005 | Alma Gêmea               | Serena                        |                                                |
| 2007 | Sete Pecados             | Beatriz Ferraz                |                                                |
| 2008 | Episódio Especial        | önmaga                        | Cameo                                          |
| 2008 | Casos e Acasos           | Franciele                     | Az "A noiva, o Desempregado e o Fiscal" epizód |
| 2009 | Rally dos Famosos        | önmaga                        | Domingão do Faustão valóságshowja              |
| 2009 | Superbonita              | önmaga                        | műsorvezető                                    |
| 2010 | Tempos Modernos          | Nara Nolasco                  |                                                |
| 2012 | As Brasileiras           | Berenice                      | "A Sambista da BR-116" epizód                  |
| 2012 | Mais Você                | Bibi                          | Részvétel a keretmunkában                      |
| 2012 | Aventuras do Didi        | Princess                      | Karácsonyi különkiadás                         |
| 2013 | Cachorrada Vip           | önmaga                        | Domingão do Faustão valóságshowja              |
| 2014 | Malhação                 | Raquel                        | Cameo                                          |

### Film
| Év   | Cím                   | Szerep        | Megjegyzések    |
| ---- | --------------------- | ------------- | --------------- |
| 2006 | Verdák                | Porsche Sally | brazil szinkron |
| 2008 | Orquestra dos Meninos | Creuza        | [ 8 ]           |
| 2010 | Alice Csodaországban  | White Queen   | brazil szinkron |
| 2014 | Chess Game            | Mina          | [ 9 ]           |

## Színház
| Év   | Cím                   | Szerep    | Megjegyzések         |
| ---- | --------------------- | --------- | -------------------- |
| 2005 | O Herdeiro Milionário |           | [ 10 ]               |
| 2008 | Vergonha dos Pés      | Ana       |                      |
| 2010 | A Marca do Zorro      | Esperança |                      |
| 2012 | A Entrevista          | Mariah    | [ 11 ] [ 12 ] [ 13 ] |
| 2014 | “La Bete” (A Besta)   |           | [ 14 ]               |